# Darius Hall
Darius Jermaine Hall (* 16. März 1973 in Detroit, Michigan) ist ein ehemaliger US-amerikanischer Basketballspieler.
Hall ist 202 cm groß und wog während seiner Karriere 120 kg. Er spielte trotz seiner für diese Position verhältnismäßig geringen Körpergröße auf die Position des Centers.
Darius Hall ist verheiratet und hat eine Tochter.

## Laufbahn
Hall spielte von 1991 bis 1995 an der Western Kentucky University. Nach Stationen in Spanien, Frankreich und Belgien wechselte er 2004 zu den Artland Dragons nach Quakenbrück.
Im Jahre 2007 erreichten die Niedersachsen mit Hall als Mannschaftskapitän als Vorrundenachter das Finale der BBL, dort unterlagen sie den Brose Baskets Bamberg. Ebenfalls 2007 erreichten die er mit Quakenbrück das Endturniers des BBL-Pokals in Hamburg. Dort stieß man im Halbfinale nach entscheidenden Punkten Halls ins Endspiel vor, wo sich die Mannschaft jedoch Rheinenergie Köln (Name nach der Saison in Köln 99ers geändert) geschlagen geben musste. In der Saison 2007/2008 wurde Hall mit den Artland Dragons deutscher Pokalsieger. Im Pokalendspiel in Hamburg bezwangen die Artland Dragons die EnBW Ludwigsburg mit 74:60 (32:30). 2007 wurde Hall mit 31,7 Prozent der abgegebenen Stimmen zum beliebtesten Bundesliga-Spieler (Most Likeable Player) gewählt. Des Weiteren stand Hall in der Anfangsformation der Nordauswahl beim Allstar Day 2007. Er erhielt 13,04 % der abgegebenen Stimmen. Er wurde ebenfalls 2009 zu der Veranstaltung eingeladen, nachdem er 16,10 % der abgegebenen Stimmen erhalten hatte. Jedoch konnte Hall aufgrund einer gebrochenen Hand nicht teilnehmen. In Quakenbrück war Hall der Liebling der Anhängerschaft.
Ab der Saison 2010/2011 spielte Hall beim FC Bayern München, mit dem er am Ende seiner ersten Saison aus der ProA in die Basketball-Bundesliga aufstieg. Nach einer Bundesliga-Saison mit München, in der er im Alter von 38 Jahren nur noch sporadisch eingesetzt wurde, beendete er seine Laufbahn im Sommer 2012. Insgesamt bestritt er 218 Bundesliga-Partien. Seinen besten Punkteschnitt in der Liga erreichte Hall in der Saison 2004/05 (12,4/Spiel). Einer im Jahr 2008 gemachten Angabe Halls zufolge nahmen im Laufe seiner Karriere zwischen 15 und 20 Körbe bei Dunkings des für seine kraftvolle Spielweise bekannten US-Amerikaners Schaden.

## Erfolge in Europa
Darius Hall nahm 1999 am französischen Allstar Game teil. Die Artland Dragons spielten 2007 erstmals im internationalen Wettbewerb ULEB-Cup, dem späteren Eurocup. Hierbei stießen sie als einzige deutsche Mannschaft in dem Jahr bis ins Achtelfinale vor.

## Bundesliga-Statistiken
| Saison    | Minuten pro Spiel | Punkte pro Spiel | Rebounds pro Spiel | Assists pro Spiel |
| --------- | ----------------- | ---------------- | ------------------ | ----------------- |
| 2004/2005 | 25:44             | 12.4             | 5.8                | 1.2               |
| 2005/2006 | 26:09             | 10.1             | 5.7                | 1.5               |
| 2006/2007 | 26:25             | 10.77            | 5.6                | 1.09              |
| 2007/2008 | 14:46             | 7.8              | 3.3                | 0.6               |

## Europa-Statistiken
| Team               | Saison    | Minuten pro Spiel | Punkte pro Spiel | Rebounds pro Spiel | Assists pro Spiel |
| ------------------ | --------- | ----------------- | ---------------- | ------------------ | ----------------- |
| Gravelines         | 1996/1997 | 35.3              | 17.2             | 7.6                | 1.6               |
| Besançon           | 1997/1998 | 35.4              | 18.2             | 6.8                | 2.6               |
| Besançon           | 1998/1999 | 34.8              | 17.2             | 7.5                | 2.4               |
| PSG                | 1999/2000 | 27                | 8.3              | 5.6                | 1                 |
| Ciudad de Huelva   | 2000/2001 | -                 | 12.7             | 6.1                | 1.1               |
| Antwerpen          | 2001/2002 | -                 | 15.1             | 7.7                | 1.1               |
| Verviers Pepinster | 2002/2003 | -                 | 15.5             | 7.2                | 1.5               |
| Verviers Pepinster | 2003/2004 | -                 | 13.2             | 7.3                | 1.9               |

## Uleb-Cup-Statistiken
| Team                   | Saison    | Minuten pro Spiel | Punkte pro Spiel | Rebounds pro Spiel | Assists pro Spiel |
| ---------------------- | --------- | ----------------- | ---------------- | ------------------ | ----------------- |
| RBC Verviers Pepinster | 2003/2004 | 33:25             | 16               | 7.9                | 1.4               |
| Artland Dragons        | 2007/2008 | 15:44             | 7.4              | 2.6                | 0.4               |